# Peru na Letnich Igrzyskach Olimpijskich 1964
Peru na Letnich Igrzyskach Olimpijskich 1964 w Tokio reprezentowało 31 zawodników: 30 mężczyzn i 1 kobieta. Najmłodszym reprezentantem tego kraju była pływaczka Rosario de Vivanco (15 lat 102 dni), a najstarszym strzelec Pedro Puente (57 lat 159 dni).

## Kolarstwo
Mężczyźni
- Teófilo Toda – kolarstwo szosowe (84. miejsce)

## Koszykówka
Mężczyźni
- Carlos Vásquez
- Enrique Duarte
- Jorge Vargas
- José Guzmán
- Luis Duarte
- Manuel Valerio
- Oscar Benalcázar
- Oscar Sevilla
- Raúl Duarte
- Ricardo Duarte
- Simon Peredes
- Tomás Sangio

Drużyna zajęła 15 miejsce.

## Lekkoatletyka
Mężczyźni
- Gerardo di Tolla – biegi na 100 i 200 metrów
- José Cavero – bieg na 400 metrów przez płotki
- Roberto Abugattas – skok wzwyż (26. miejsce)

## Pływanie
Kobiety
- Rosario de Vivanco – 100 metrów stylem dowolnym

Mężczyźni
- Luis Paz – 100 metrów stylem dowolnym, 400 metrów stylem zmiennym, sztafeta 4 × 100 metrów stylem dowolnym
- Carlos Canepa – 200 metrów stylem motylkowym, 400 metrów stylem dowolnym, sztafeta 4 × 100 metrów stylem dowolnym
- Walter Ledgard Jr. – 400 i 1500 metrów stylem dowolnym, sztafeta 4 × 100 metrów stylem dowolnym
- Augusto Ferrero – 200 metrów stylem grzbietowym, sztafeta 4 × 100 metrów stylem dowolnym
- Gustavo Ocampo – 200 metrów stylem motylkowym

## Strzelectwo
Mężczyźni
- Óscar Cáceres – strzelanie z karabinu małokalibrowego na 50 m, 3 postawy, strzelanie z karabinu małokalibrowego na 50 m leżąc
- Guillermo Cornejo – strzelanie z pistoletu szybkostrzelnego na 25 m
- Armando López-Torres – strzelanie z szybkostrzelnego na 25 m
- Antonio Vita – strzelanie z pistoletu dowolnego na 50 m
- Pedro Puente – strzelanie z pistoletu dowolnego na 50 m